# Marionina subachaeta
Marionina subachaeta är en ringmaskart som beskrevs av Shurova 1979. Marionina subachaeta ingår i släktet Marionina och familjen småringmaskar. Inga underarter finns listade i Catalogue of Life.